# Nynke Dekker
Nynke Hester Dekker (* 2. April 1971 in Amsterdam) ist eine niederländische Biophysikerin.

## Beruflicher Werdegang
Dekker studierte Physik und angewandte Mathematik an der Yale University mit dem Bachelor-Abschluss 1993 und Physik an der Universität Leiden mit dem Master-Abschluss 1994. Danach studierte sie an der Harvard University mit einem Master-Abschluss in Atomphysik 1996 und der Promotion 2000. Die Dissertation war über das Steuern von Cäsium-Atomen auf einem Chip. Als Post-Doktorandin war sie an der ENS in Paris. Ab 2002 lehrte sie an der TU Delft, ab 2008 mit voller Professur. An der TU Delft war sie eine der Gründer der Abteilung Bionanowissenschaft. Sie ist dort am Kavli-Institut für Nanowissenschaften.
Sie war 2015/2016 zu einem längeren Gastaufenthalt am Francis Crick Institute in London und 2008 an der Universität Uppsala. Sie war die erste Frau und gleichzeitig jüngstes Mitglied im ehemaligen niederländischen Physik-Forschungsverbund FOM.

## Forschungsschwerpunkte
Sie befasst sich mit Methoden, einzelne biologische Moleküle zu untersuchen und entwickelte 2011 eine neue magnetische Pinzette, um die Rotation einzelner DNA- und RNA-Moleküle zu messen und sie erfand auch weitere Geräte, um individuelle biologische Moleküle zu manipulieren. Sie untersuchte verschiedene molekulare Motoren, die Dynamik von verschiedenen Prozessen im Genom (Reparatur, Replikation, Transkribierung u. a.) und die Replikation von Chromatin und DNA und die Konformation und das Aufwickeln der DNA. Sie fand Wege die Replikation von DNA in Bakterien zu stoppen, fand aber auch, dass die Transkription selbst unter widrigsten Umständen fortgesetzt wird. Weiter beschrieb sie, wie Virusproteine Fehler in die Virus-RNA einbauen und erforschte, wie antivirale Inhibitoren diese Proteine blockieren und klärte, wie Chemotherapeutika die Topoisomerase beeinflussen.

## Ehrungen und Auszeichnungen
2005 erhielt sie einen niederländischen VICI Grant und 2018 einen niederländischen TOP Grant und einen ERC Advanced Grant, nachdem sie schon 2013 einen ERC Consolidator Grant erhalten hatte. 2013 erhielt sie den Emmy Noether Award der Europäischen Physikalischen Gesellschaft. 2019 wurde sie Mitglied der European Molecular Biology Organization (EMBO). Sie war 2006 bis 2011 Mitglied der Jungen Akademie der Königlich Niederländischen Akademie der Wissenschaft, deren Mitglied sie 2015 wurde.
2020 erhielt sie die höchste niederländische Wissenschaftsauszeichnung, den Spinoza-Preis.

## Schriften (Auswahl)
- mit K. S. Johnson, M. Prentiss u. a.: Localization of metastable atom beams with optical standing waves: nanolithography at the Heisenberg limit, Science, Band 280, 1998, S. 1583–1586
- mit C. S. Lee, M. Prentiss u. a.: Guiding neutral atoms on a chip, Phys. Rev. Lett., Band 84, 2000, S. 1124
- mit T. R. Strick u. a.: Stretching of macromolecules and proteins, Reports on Progress in Physics, Band 66, 2002, S. 1
- mit V. V. Rybenkov, V. Croquette u. a.: The mechanism of type IA topoisomerases, Proc. Nat. Acad. Sci. USA, Band 99, 2002, S. 12126–12131
- mit F. Moreno-Herrero, Cees Dekker u. a.: Mesoscale conformational changes in the DNA-repair complex Rad50/Mre11/Nbs1 upon binding DNA, Nature, Band 437, 2005, S. 440–443
- mit D. A. Koster, V. Croquette, C. Dekker, S. Shuman: Friction and torque govern the relaxation of DNA supercoils by eukaryotic topoisomerase IB, Nature, Band 434, 2005, S. 671–674
- mit R. M. M. Smeets, C. Dekker u. a.: Salt dependence of ion transport and DNA translocation through solid-state nanopores, Nano letters, Band 6, 2006, S. 89–95
- mit U. F. Keyser, Cees Dekker u. a.: Direct force measurements on DNA in a solid-state nanopore, Nature Physics, Band 2, 2006, S. 473–477
- mit U. F. Keyser, J. Van der Does, C. Dekker: Optical tweezers for force measurements on DNA in nanopores, Review of Scientific Instruments, Band 77, 2006, S. 105105
- mit D. A. Koster, K. Palle, E. S. M. Bot, M. A. Bjornsti: Antitumour drugs impede DNA uncoiling by topoisomerase I, Nature, Band 448, 2007, S. 213–217
- mit R. M. M. Smeets, U. F. Keyser, C. Dekker: Noise in solid-state nanopores, Proc. Nat. Acad. Sci. USA, Band 105, 2008, S. 417–421
- mit S. Van Dorp, U. F. Keyser, C. Dekker, S. G. Lemay: Origin of the electrophoretic force on DNA in solid-state nanopores, Nature Physics, Band 5, 2009, S. 347–351
- mit J. Lipfert, X. Hao: Quantitative modeling and optimization of magnetic tweezers, Biophysical Journal, Band 96, 2009, S. 5040–5049
- mit J. Lipfert, J. W. J. Kerssemakers, T. Jager: Magnetic torque tweezers: measuring torsional stiffness in DNA and RecA-DNA filaments, Nature Methods, Band 7, 2010, S. 977
- mit D. A. Koster, A. Crut, S. Shuman, M. A. Bjornsti: Cellular strategies for regulating DNA supercoiling: a single-molecule perspective, Cell, Band 142, 2010, S. 519–530
- mit B. P. English, J. Elf u. a.: Single-molecule investigations of the stringent response machinery in living bacterial cells, Proc. Nat. Acad. USA, Band 108, 2011, E365-E373